# Motomami
Motomami (estilizado en mayúsculas) es el tercer álbum de estudio de la cantante española Rosalía, lanzado el 18 de marzo de 2022 y la versión deluxe denominada Motomami + (estilizado en mayúsculas) lanzado el 9 de septiembre de 2022 a través de Columbia Records. Rosalía contó con el apoyo de los productores Noah Goldstein, Michael Uzowuru, Dylan Wiggins y Pharrell Williams, así como a su antiguo amigo El Guincho o el músico James Blake, para crear un álbum conceptual sobre sus sentimientos durante los últimos tres años en forma de un collage de las influencias musicales de la cantante, especialmente en la música latina; todo en un tono experimental. Separado en dos partes, cuenta con la participación de The Weeknd y Tokischa, y se presenta como «el álbum más personal y confesional de Rosalía hasta el momento».
El álbum generó tres sencillos, junto con «Hentai» como sencillo promocional. «La fama» se lanzó el 11 de noviembre de 2021 como el sencillo principal del álbum, logrando un éxito comercial y de crítica. La canción alcanzó el puesto número dos en la lista Hot Latin Songs de Estados Unidos y alcanzó los diez primeros en Francia, El Salvador, España y Panamá. «Saoko» y «Chicken Teriyaki» fueron lanzados como segundo y tercer sencillo, respectivamente, alcanzando ambos el top veinte en España. Otras iniciativas promocionales incluyeron una estación de radio Grand Theft Auto Online y una actuación en Saturday Night Live, convirtiéndose en la primera acto solista española para servir como invitado musical del espectáculo. Rosalía se embarcó en el Motomami World Tour, que comenzó en julio de 2022 y viajará por Europa y las Américas.
Tras su lanzamiento, Motomami recibió aclamación universal de los críticos musicales, muchos de los cuales elogiaron la experimentación y los sonidos que cruzan los géneros. Comercialmente, el álbum entró en veintidós listas en diecinueve países y alcanzó los diez primeros en siete países. El álbum entró en las principales listas del mercado, alcanzando los cuarenta primeros tanto en la lista de álbumes del Reino Unido como en el Billboard 200. En España, alcanzó la cima de la lista PROMUSICAE durante seis semanas consecutivas.
En la 23.ª edición de los Grammy Latinos, Motomami ganó el álbum del año, el mejor álbum de música alternativa, el mejor ingeniería de grabación para un álbum y el mejor diseño de empaque, convirtiendo a Rosalía en la primera mujer en ganar el Álbum del Año dos veces, mientras que «La fama» fue nominada a grabación del año y «Hentai» a canción del año y mejor canción alternativa. También recibió una nominación al mejor álbum latino de rock o alternativo en la 65.ª edición de los Premios Grammy. Esta también la acabaría ganando.

## Antecedentes y grabación
En noviembre de 2018, Rosalía lanzó su segundo álbum de estudio El mal querer con elogios de la crítica y el éxito comercial. El álbum, un álbum conceptual inspirado en la novela occitana anónima Flamenca del siglo XIII, lanzó a la cantante al estrellato del mercado mainstream. El disco recibió elogios de la crítica por su producción experimental, el uso de elementos flamencos, que se mezclaron con música pop y urbana, y la voz de Rosalía. El mal querer fue incluido en muchas publicaciones de fin de año, así como en los 500 mejores álbumes de todos los tiempos de Rolling Stone, además de ganar el premio Grammy al Mejor Álbum de Rock Latino, Urbano o Alternativo en la 62.ª Entrega Anual de los Grammy.
Las sesiones de grabación para el próximo proyecto de la cantante comenzaron en Los Ángeles ya en 2019 y, en octubre de ese año, Rosalía le confirmó a W que su nuevo álbum sería lanzado en 2020. Sin embargo, mientras estaba de gira en 2019, Rosalía lanzó una colección de sencillos en su lugar, sin anuncio de álbum. En marzo, se lanzó en plataformas digitales el primero de ocho sencillos, «Con Altura», con J Balvin y El Guincho. La pista, que incluye la letra de la firma 'La Rosalía', encabezó las listas de éxitos en Argentina, Venezuela, España y Colombia, entre otros, y fue el segundo video musical más visto lanzado en 2019 en YouTube y también el video musical femenino más visto como el primero en la lista por una canción en español. La canción ganó el premio Grammy Latino a la Mejor Canción Urbana y dos MTV Video Music Awards . En mayo se estrenaron «Aute cuture», mientras que «Milionària» y «Dios nos libre del dinero» se estrenaron en julio. En agosto, se lanzó una colaboración con Ozuna, «Yo x ti, tú x mí». La cantante continuó lanzando singles únicos como «A palé», «Dolerme» y «Juro que» durante 2019 y 2020. Rosalía también colaboró dos veces con Travis Scott; primero en el remix de su tema «Highest in the Room» junto a Lil Baby y luego en «TKN», el último de los cuales se convirtió en la primera entrada de la cantante en el Billboard Hot 100.
Cuando la emisora holandesa 3VOOR12 le preguntó a la cantante a través de una rueda de prensa de Zoom sobre una posible recopilación de sencillos o box set, Rosalía expresó su total rechazo a la idea explicando que «no me gustan mucho los discos que son solo una colección de sencillos. Por lo general, disfruto de los discos que cuentan una historia y que están vivos y con mucho pensamiento. Estoy totalmente en contra de la primera idea». También dijo que estaba «intentando realmente lanzar un nuevo proyecto este año, pero no se incluirán todos los sencillos que has escuchado hasta ahora. Como músico, siento la responsabilidad de lanzar un álbum coherente, que tenga sentido; uno en el que las canciones se enlazan y comparten una esencia. En conclusión, quiero hacer un álbum que tenga sentido mientras lo escuchas en su conjunto». También le dijo a La Repubblica y El Universal que este nuevo proyecto no tendrá ninguna colaboración a pesar de lanzar un teaser de un dueto con Arca poco después y ser vista con músicos como Playboi Carti. Rosalía también fue vista en el estudio de grabación con Michael Uzowuru, Mike Dean y The Neptunes entre otros. A fines de 2020, Pharrell Williams declaró que estaba «impresionado por su título» y «honrado de ser parte de eso».
Durante 2021, Rosalía siguió mostrando adelantos sobre su próximo álbum de estudio, pero lanzó más sencillos que no son parte de álbumes como «Lo vas a olvidar» junto a Billie Eilish para Euphoria y «Linda» con la rapera dominicana Tokischa. En mayo, la gerente de talentos Rebecca León confirmó que Rosalía no lanzaría un álbum en 2021. En agosto, Rosalía le reveló a Santiago Matías que el disco «ya estaba tomando forma pero no sé cuántas canciones tendrá». Tres meses después, la cantante se burló en TikTok de que el proyecto se lanzará «pronto» y estrenó 30 segundos de una pista inédita que se cree que es el sencillo principal.
A finales de octubre, Rosalía visitó México, durante un encuentro con sus fanes en la Ciudad de México en sociedad con Exa FM, Rosalía reveló que su nuevo álbum será «muy diferente y será disfrutado» por sus fanes. También reveló que el sencillo principal se lanzaría en noviembre, en su entrevista en el podcast Creativo con Roberto Martínez dijo que el proyecto estaba al 98% de completarse, y que estaba en el proceso de mezclas y remasterización.
El álbum fue anunciado oficialmente el 2 de noviembre de 2021, el tercer aniversario de El mal querer, junto con un avance de 15 segundos dirigido por Daniel Sannwald que contenía un fragmento de una de las canciones del álbum, así como una fecha de lanzamiento tentativa de '2022'. El 8 de noviembre de 2021, Rosalía anunció el sencillo principal del álbum, «La fama», que interpreta junto al cantante canadiense The Weeknd, que fue lanzado el 11 de noviembre. El 1 de febrero de 2022, Rosalía reveló la portada del álbum, que muestra a la cantante desnuda tapándose los senos y la entrepierna y con un casco de motorista puesto en la cabeza. Sobre ella, se muestra el logo del álbum que se ha usado desde que se anunció.

## Composición
Principalmente, Motomami es un disco de pop experimental, reguetón alternativo y avant garde. En una entrevista con Diego Ortiz para Rolling Stone, Rosalía describió el álbum como un disco «valiente» que está fuertemente influenciado por el reguetón. Luego expresó que el álbum es «el álbum más personal y confesional que he hecho hasta ahora», que gira en torno a temas líricos de transformación, sexualidad, desamor, celebración, espiritualidad, autoestima y aislamiento. Motomami se inspira en gran medida en la música latina que bailaba con sus primos cuando era niña y que volvió a encontrar viajando por el mundo como una estrella del pop en ciernes. Denotado por «encontrar la libertad en la contradicción», la confección del disco pasó por muchas etapas ya que Rosalía estaba convencida de hacer «cuatro proyectos a la vez» diferenciando un disco flamenco, uno de balada de piano, uno de pop oscuro, y un disco de reguetón alternativo. La cantante acabó «encontrando un sentido dentro del caos», apostando por una paleta cromática a nivel sonoro. La producción de Motomami distingue seis elementos que se utilizan en casi todas las pistas: batería «agresiva», filtros que «hacen que la música parezca distante», una voz desnuda (sin uso de armonías vocales o reverberaciones), el uso de cortes vocales y una producción minimalista repetida. Durante la creación del álbum, Rosalía se inspiró en artistas como Héctor Lavoe, Nina Simone, Patti Smith, Bach, Michèle Lamy, Pedro Almodóvar y Andrei Tarkovsky. Ortiz elogió el carácter experimental de Motomami, afirmando que «aquí hay sitio para todo. Cada elemento ha sido cosido a mano para formar un esqueleto de lo que debe ser la música moderna: arte y sabor, dembow, champeta, flamenco, bachata, hip-hop, melodías de piano, etc.» Luego comparó «el grado de experimentación lírica, rítmica y sonora» con Ill Communication (1994) de Beastie Boys y el disco de Moby, Play (1999), y encontró similitudes en Pure Heroine (2013) de Lorde y The Downward Spiral (1994) de Nine Inch Nails.

### Canciones
Motomami comienza con «Saoko», un tema de reguetón alternativo y experimental con elementos industriales y de avant-jazz. La canción presenta sintetizadores pesados, pianos distorsionados y tambores tradicionales de reguetón; mientras que sus letras celebran la transformación y el cambio. Los sonidos del reguetón continúan en su segunda pista «Candy», de «construcción lenta», donde Rosalía canta sobre una relación rota con sintetizadores «brillantes». Su tercer tema, «La fama», con el cantautor canadiense The Weeknd, es una bachata midtempo influenciada por el electropop que detalla las desventajas de la fama. Rosalía vuelve a su trasfondo flamenco en el cuarto tema «Bulerías», en el que defiende su posición de celebridad frente a los cánticos comunales. La quinta pista, «Chicken Teriyaki», ha sido descrita como una pista de reguetón «lista para bailar en TikTok» donde Rosalía rapea sobre un viaje a la ciudad de Nueva York. La canción se destaca por su uso de lirismo «irónico» y humorístico. La sexta pista, «Hentai», es una balada de piano «delicada» con ritmos electrónicos pulsantes que explora los placeres de las relaciones sexuales y la sexualidad femenina. La séptima canción «Bizcochito» es una canción de champeta que es «tan juguetona que suena como un camión de helados rodando por el barrio». Rosalía canta sobre el aislamiento y la nostalgia durante su tiempo en los Estados Unidos dentro de la pandemia en «G3 N15» ya que también ofrece un punto de vista pesimista de Los Ángeles entre melodías de piano. Presenta un mensaje de voz de su abuela materna en catalán al final. Seguido por la canción principal, «Motomami» que sirve como un interludio. La décima pista, «Diablo», pone la voz de Rosalía cambiada de tono sobre electrónica ominosa y un ritmo de reguetón fuera de lugar. Cuenta con voces invitadas no acreditadas de Leyvan y James Blake. La undécima pista «Delirio de grandeza» reimagina la pista de 1968 de Justo Betancourt agregando una muestra del dúo de rap de corta duración Vistoso Bosses. La duodécima pista «Cuuuuuuuuuute» es una canción cyberpunk ruidosa que de repente cambia a una balada de piano y viceversa. Se inspira en «Wutherings Heights» de Kate Bush. La decimotercera «Como un G» es una balada para piano sobre un amor efímero y no correspondido. La siguiente pista «Abcdefg» sirve como interludio. Presenta una nota de voz en la que Rosalía recita el alfabeto. Rosalía y la artista invitada Tokischa parecen divertirse vestidas de Versace en «La combi Versace», un tema minimalista de dembow/neoperreo. La decimosexta pista «Sakura» es una pista de cierre «emocionalmente autoritaria» que suena como si hubiera sido grabada en vivo en una arena, ya que presenta vítores de la audiencia grabados durante la gira El Mal Querer. En «Sakura», Rosalía compara su etapa como estrella del pop con la breve vida de una flor de cerezo.

## Recepción crítica
Motomami fue generalmente alabado por los críticos, que principalmente le reconocieron su estilo experimental y su sonido. El sitio Metacritic, que recopila reseñas de otros sitios de música, le acredito la nota de 94 sobre 100 basado en 17 críticas, alcanzando el título de "aclamación universal".
El sitio AnyDecentMusic? le dio 8.5 de 10, basado en su evaluación del consenso crítico. En una reseña de cinco estrellas, Diego Ortiz de Rolling Stone en Español escribió que Motomami "redefine el concepto de la corriente principal con su exploración de sonido abstracto, donde las fronteras y los géneros se desdibujan por completo. Sin duda, es una de las producciones más atrevidas y temerarias de los últimos años y que a su vez abre un nuevo camino de posibilidades casi infinitas".
Mark Richardson de The Wall Street Journal está de acuerdo y escribe: "... para Rosalía, esta variedad de pop del futuro se mezcla con el rap, el reguetón de estilo caribeño, la danza y, por supuesto, el flamenco; aquí, las guitarras folclóricas chocan con un procesamiento digital de otro mundo. Es una visionaria a la manera de M.I.A. o Madonna, una que usa su posición principal para impulsar la música en nuevas direcciones".
Thom Jurek de AllMusic describió el proyecto como "provocador y arriesgado a la vez que creativo. Muestra a Rosalía como una maestra, entrelazando las hebras contradictorias del pop latino y anglo con formas tradicionales y de vanguardia y sonidos frescos en un enfoque radical gloriosamente articulado que hace para la escucha obsesiva" y le dio 4.5 estrellas de 5. Pitchfork coronó a Motomami con su honor de "Mejor música nueva", con Julianne Escobedo Shepherd escribiendo: "Se siente raro escuchar un álbum que es tan experimental, que aspira a extenderse a través de géneros y jugar con la forma, y que logra exactamente lo que establece. Rosalía ya era una cantante formidable, pero aquí también suena como si hubiera aprendido que con el estrellato mundial viene la libertad de establecer su propia agenda". Por otro lado, la página de reviews de música, cine y series, La Industria, le dio una calificación de 5 estrellas de 5 y el mayor honor de la página, la Mención Honorífica.

## Reconocimientos
| Año  | Organización                          | Categoría                             | Resultado | Ref.   |
| ---- | ------------------------------------- | ------------------------------------- | --------- | ------ |
| 2022 | Premios Juventud                      | Álbum del año                         | Nominado  | [ 82 ] |
| 2022 | Premios Tu Música Urbano              | Álbum femenino del año                | Nominado  | [ 83 ] |
| 2022 | Premios Billboard de la música latina | Álbum pop latino del año              | Ganador   | [ 84 ] |
| 2022 | Premios Grammy Latinos                | Álbum del año                         | Ganador   | [ 85 ] |
| 2022 | Premios Grammy Latinos                | Mejor álbum de música alternativa     | Ganador   | [ 85 ] |
| 2022 | Premios Grammy Latinos                | Mejor ingeniería de grabación         | Ganador   | [ 85 ] |
| 2022 | Premios Grammy Latinos                | Mejor diseño de empaque               | Ganador   | [ 85 ] |
| 2022 | Premios American Music                | Álbum latino favorito                 | Nominada  | [ 86 ] |
| 2023 | Premios Grammy                        | Mejor álbum alternativo o rock latino | Ganador   | [ 87 ] |

## Promoción

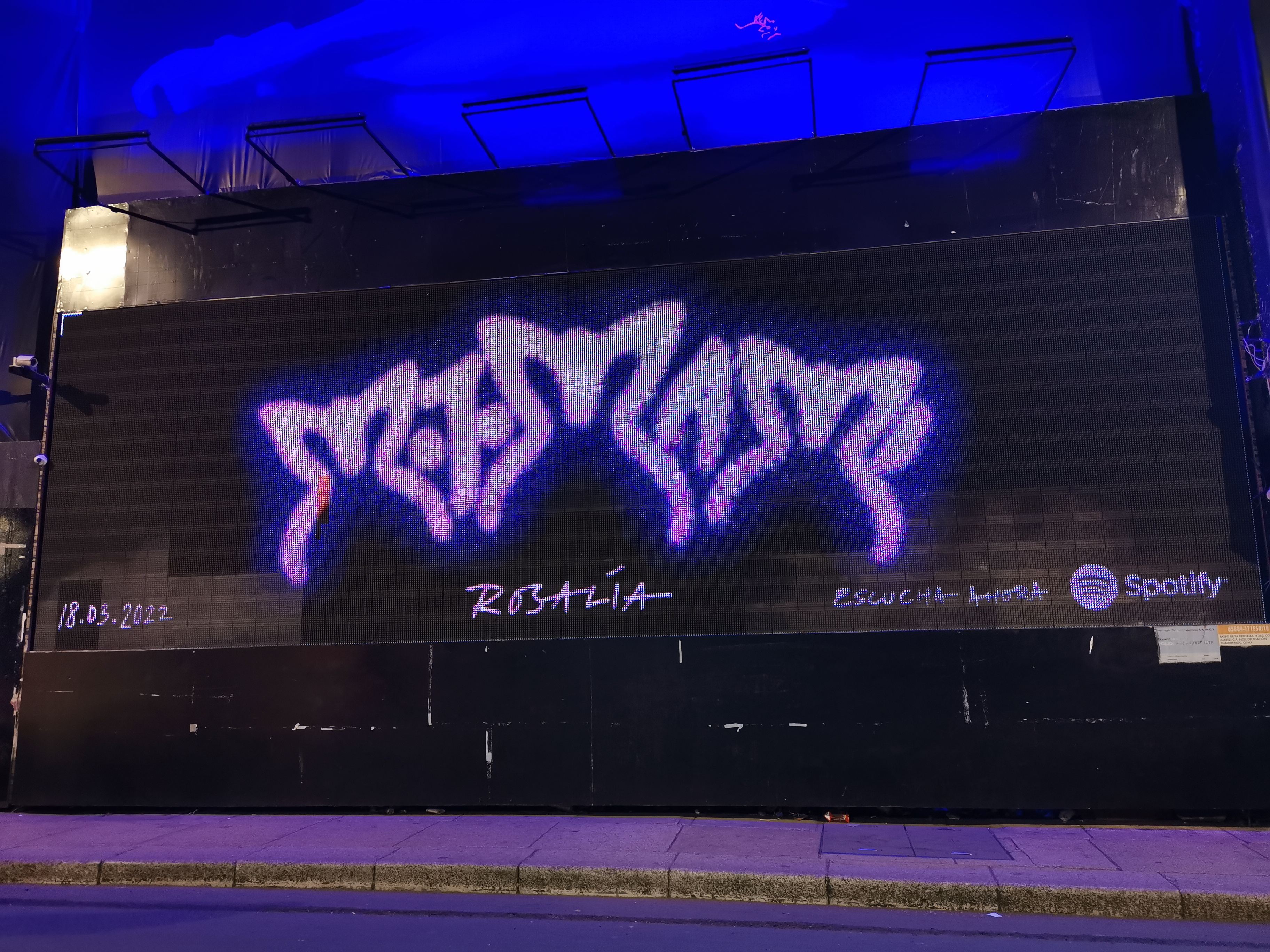
Anuncio luminoso del disco Motomami de Rosalía en la Ciudad de México

### Tour
En octubre de 2021, en el marco de la conferencia de música BIME Pro, el tour manager Agustín Boffi reveló que Rosalía emprenderá una «gira mundial en 2022» que se viene preparando «desde hace más de un año». Boffi también reveló que el equipo de la gira se ampliará a «más de 150 personas» en comparación con las 40 personas que estaban trabajando en su ciclo de conciertos anterior.

### Motomami Los Santos
El 15 de diciembre del 2021 se estrenó, dentro de una expansión del videojuego Grand Theft Auto V, la emisora de radio Motomami Los Santos, la cual solamente se podía acceder al conducir un vehículo dentro del juego. Esta emisora colaborativa entre Rosalía y Arca incluye temas de cantantes como Kaydy Cain, La Goony Chonga, Camarón de la Isla, Bad Gyal y un largo etcétera. El estreno de esta emisora vino acompañado de toda una serie de carteles promocionales del nuevo álbum, que se podían encontrar por la ciudad ficticia de Los Santos.

## Lista de canciones
Créditos adaptados del sitio web oficial y de Tidal.

| Motomami – Edición estándar |                                   |                                                                           | |                                                                             |          |  |
| N.º                         | Título                            | Letras                                                                    | Escritor(es) | Productor(es)                                                               | Duración |  |
| 1.                          | «Saoko»                           | Rosalía Vila Tobella Juan Iván Orengo Juan Luis Morera Urbani Mota Cedeño | Rosalía Vila Tobella David Rodríguez Dylan Wiggins Juan Iván Orengo Juan Luis Morera Justin Rafael Quiles Michael Uzowuru Noah Goldstein Urbani Mota Cedeño | Rosalía Michael Uzowuru Noah Goldstein Sir Dylan                            | 2:17     |  |
| 2.                          | «Candy»                           | Vila Pablo Díaz-Reixa                                                     | Vila Adam Feeney Fred Jerkins III Kaan Güneşberk LaShawn Daniels Pablo Díaz-Reixa Rodney Jerkins Rodríguez William Bevan William Ray Norwood, Jr.           | Rosalía El Guincho Frank Dukes Goldstein Tainy Uzowuru                      | 3:13     |  |
| 3.                          | «La fama» (con The Weeknd)        | Vila                                                                      | Vila Abel Tesfaye Alejandro Ramírez Díaz-Reixa Feeney Goldstein Marco Masís Rodríguez Wiggins                                                               | Rosalía The Weeknd Dukes El Guincho Goldstein Sir Dylan Sky Rompiendo Tainy | 3:08     |  |
| 4.                          | «Bulerías»                        | Vila Daniel Gómez Carrero                                                 | Vila Goldstein José Miguel Vizcaya Sánchez Rodríguez Traditional Wiggins                                                                                    | Vila Goldstein                                                              | 2:35     |  |
| 5.                          | «Chicken Teriyaki»                | Vila Raúl Alejandro Ocasio Ruiz Ramírez                                   | Vila Díaz-Reixa Kamaal Ibn John Fareed Raúl Alejandro Ocasio Ruiz Ramírez Rodríguez Uzowuru                                                                 | Rosalía El Guincho Goldstein Sky Rompiendo Uzowuru                          | 2:02     |  |
| 6.                          | «Hentai»                          | Vila Pharrell Williams Pilar Vila Tobella                                 | Vila Chad Hugo Goldstein Jacob Sherman Larry Gold Pharrell Williams Rodríguez Uzowuru Wiggins                                                               | Rosalía Goldstein Pharrell Williams Uzowuru                                 | 2:42     |  |
| 7.                          | «Bizcochito»                      | Vila                                                                      | Vila Rodríguez Uzowuru | Vila Uzowuru                                                                | 1:49     |  |
| 8.                          | «Genís»                           | Vila                                                                      | Vila Cory Henry Goldstein Rodríguez Wiggins | Rosalía Goldstein Sir Dylan                                                 | 4:12     |  |
| 9.                          | «Motomami»                        | Vila Williams                                                             | Vila Rodríguez Uzowuru Williams | Rosalía Uzowuru Williams                                                    | 1:01     |  |
| 10.                         | «Diablo»                          | Vila Díaz-Reixa                                                           | Vila Díaz-Reixa Feeney Goldstein James Blake Litherland Rodríguez Uzowuru                                                                                   | Rosalía Dukes El Guincho Goldstein                                          | 2:45     |  |
| 11.                         | «Delirio de grandeza»             | Carlos Querol James W. Manning                                            | Vila Carlos Querol James W. Manning Rodríguez Uzowuru | Rosalía Uzowuru                                                             | 2:35     |  |
| 12.                         | «Cuuuuuuuuuute»                   | Vila So y Tiet Tobella                                                    | Vila Goldstein Rodríguez So y Tiet Wiggins | Rosalía Goldstein Sir Dylan                                                 | 2:30     |  |
| 13.                         | «Como un G»                       | Vila Díaz-Reixa                                                           | Vila Blake Díaz-Reixa Feeney Goldstein Rodríguez | Rosalía Blake Dukes Goldstein Sir Dylan                                     | 4:22     |  |
| 14.                         | «Abcdefg»                         | Vila                                                                      | Vila | Rosalía                                                                     | 1:05     |  |
| 15.                         | «La Combi Versace» (con Tokischa) | Vila Díaz-Reixa Tokischa Altagracia Peralta Juárez                        | Vila Díaz-Reixa Masís Ramírez Rodríguez Teo Halm Uzowuru Williams                                                                                           | Rosalía El Guincho Goldstein Sky Rompiendo Tainy Uzowuru Williams Masís     | 2:40     |  |
| 16.                         | «Sakura»                          | Vila                                                                      | Vila Goldstein Rodríguez | Rosalía Goldstein                                                           | 3:21     |  |
| 42:17                       |                                   |                                                                           | |                                                                             |          |  |

### Deluxe
El día 9 de septiembre de 2022, fue liberado un total de seis canciones y el remix de Candy y la versión en directo La Fama en el concierto que Rosalía realizó en el Palau Sant Jordi, el conjunto de estas canciones  y las originalmente lanzadas el 18 de marzo de 2022 conforman Motomami +.
| Motomami + |                                            |                    |          |  |
| N.º        | Título                                     | Productor(es)      | Duración |  |
| 13.        | «abcdefg»                                  | Rosalía            | 1:05     |  |
| 14.        | «La Combi Versace» (con Tokischa)          | Goldstein          | 2:40     |  |
| 15.        | «Como un G»                                | Frank Dukes        | 4:22     |  |
| 16.        | «Thank Yu:)»                               |                    | 0:34     |  |
| 17.        | «Despechá»                                 |                    | 2:36     |  |
| 18.        | «Candy (remix)» (con Chencho Corleone)     |                    | 3:24     |  |
| 19.        | «La fama» (en Vivo en el Palau Sant Jordi) |                    | 3:46     |  |
| 20.        | «Aislamiento»                              |                    | 3:26     |  |
| 21.        | «La Kilié»                                 |                    | 2:11     |  |
| 22.        | «LAX»                                      |                    | 1:29     |  |
| 23.        | «Chiri»                                    |                    | 2:00     |  |
| 24.        | «Sakura»                                   | Rosalía, Goldstein | 3:21     |  |

Notas
- Todas las canciones están escritas en mayúsculas a excepción de «Abcdefg» y «Thank Yu:)».
- «Cuuuuuuuuuute» está estilizado como «CUUUUuuuuuute». También hace sample del video «Counting to 28», del tiktoker So Y Tiet.
- «Genís» está estilizado como «G3 N15».
- «Saoko» interpola «Saoco» (2004) de Wisin y Daddy Yankee.
- «Candy» contiene un sample de «Archangel» (2007) de Burial.
- «Delirio de grandeza» reinterpreta «Delirio de grandeza» (1968) de Justo Betancourt y contiene un sample de «Delirious» de Vistoso Bosses con Soulja Boy.
- «La Kilié» interpola «Pasinho do Volante» (2012) de Os Leleks, Mc Federado y Furacão 2000

## Posicionamiento en listas
| Listas (2022)                      | Mejor posición |
| ---------------------------------- | -------------- |
| Alemania (Offizielle Top 100)      | 42             |
| Austria (Ö3 Austria)               | 18             |
| Bélgica (Ultratop flamenca)        | 3              |
| Bélgica (Ultratop valona)          | 17             |
| Canadá (Billboard Canadian Albums) | 50             |
| Escocia (Scottish Albums Chart)    | 86             |
| España (PROMUSICAE)                | 1              |
| Estados Unidos (Billboard 200)     | 33             |
| Estados Unidos (Top Latin Albums)  | 3              |
| Estados Unidos (Latin Pop Albums)  | 1              |
| Francia (SNEP)                     | 15             |
| Irlanda (OCC)                      | 43             |
| Italia (FIMI)                      | 24             |
| Noruega (VG-lista)                 | 40             |
| Países Bajos (Album Top 100)       | 12             |
| Portugal (AFP)                     | 1              |
| Reino Unido (UK Albums Chart)      | 42             |
| República Checa (ČNS IFPI)         | 39             |
| Suiza (Schweizer Hitparade)        | 6              |

## Certificaciones
| País    | Organismo certificador | Certificación | Ventas  | Ref.    |
| ------- | ---------------------- | ------------- | ------- | ------- |
| Brasil  | Pro-Música Brasil      | Platino       | 40 000  | [ 110 ] |
| España  | PROMUSICAE             | 3× Platino    | 120 000 | [ 111 ] |
| Francia | SNEP                   | Platino       | 100 000 | [ 112 ] |
| Italia  | FIMI                   | Oro           | 25 000  | [ 113 ] |
| México  | AMPROFON               | Platino Oro   | 210 000 | [ 114 ] |

### Sencillos
| Canción            | País   | Org. certificador | Certificación | Ventas certificadas |
| ------------------ | ------ | ----------------- | ------------- | ------------------- |
| «La Fama»          | España | PROMUSICAE        | 4× Platino    | 240 000             |
| «Saoko»            | España | PROMUSICAE        | Platino       | 60 000              |
| «Chicken Teriyaki» | España | PROMUSICAE        | Platino       | 60 000              |
| «Hentai»           | España | PROMUSICAE        | Oro           | 30 000              |
| «Candy»            | España | PROMUSICAE        | 2× Platino    | 120 000             |

### No sencillos certificados
Estos son las canciones, que aunque no fueron sencillos, también han sido certificadas
| Canción      | País   | Org. certificador | Certificación | Ventas certificadas |
| ------------ | ------ | ----------------- | ------------- | ------------------- |
| «Bulerías»   | España | PROMUSICAE        | Oro           | 30 000              |
| «Diablo»     | España | PROMUSICAE        | Oro           | 30 000              |
| «Como un G»  | España | PROMUSICAE        | Oro           | 30 000              |
| «G3 N15»     | España | PROMUSICAE        | Oro           | 30 000              |
| «Motomami»   | España | PROMUSICAE        | Oro           | 30 000              |
| «Bizcochito» | España | PROMUSICAE        | Platino       | 40 000              |

## Historial de lanzamiento
| Región         | Fecha               | Formato                       | Sello(s) discográfico(s) | Ref.    |
| -------------- | ------------------- | ----------------------------- | ------------------------ | ------- |
| Varios         | 18 de marzo de 2022 | CD descarga digital streaming | Columbia                 | [ 117 ] |
| España         | 18 de marzo de 2022 | LP                            | Columbia                 | [ 118 ] |
| Estados Unidos | 15 de julio de 2022 | LP                            | Columbia                 | [ 119 ] |